# Pseudocercospora philippinensis
Pseudocercospora philippinensis är en svampart som först beskrevs av Tak. Kobay. & E.D. Guzmán, och fick sitt nu gällande namn av U. Braun & Crous 2003. Pseudocercospora philippinensis ingår i släktet Pseudocercospora och familjen Mycosphaerellaceae.   Inga underarter finns listade i Catalogue of Life.